# Baby's Day Out
Baby's Day Out (bra: Ninguém Segura Esse Bebê; prt: Agarrem Esse Bebé) é um filme de comédia estadunidense de 1994, dirigido por Patrick Read Johnson e escrito por John Hughes, que também produziu o filme. Estrelado por Joe Mantegna, Lara Flynn Boyle, Joe Pantoliano e Brian Haley, o enredo centra-se no sequestro de um bebê de uma família rica por três sequestradores, sua subsequente fuga e aventura por Chicago enquanto é perseguido pelos criminosos.
O longa foi lançado em 1 de julho de 1994 nos Estados Unidos pela 20th Century Fox se tornando um fracasso de crítica e comercial, arrecadando apenas dezesseis milhões de dólares domesticamente contra um orçamento de quarenta e oito milhões. Apesar disso, tornou-se um sucesso cult na Índia e em outros países do sul da Ásia.

## Sinopse
Bebê de família abastada é sequestrado por três atrapalhados bandidos disfarçados de fotógrafos. O bebê, no entanto, consegue fugir pelas ruas de Chicago e envolvendo seus perseguidores em diversas confusões.

## Elenco
- Joe Mantegna como Edgar "Eddie" Mauser
- Brian Haley como Victor "Veeko" Riley
- Joe Pantoliano como Norbert "Norby" LeBlaw
- Lara Flynn Boyle como Laraine Cotwell
- Matthew Glave como Bennington Austin "Bing" Cotwell III
- Cynthia Nixon como a babá Gilbertine
- Fred Thompson como agente do FBI Dale Grissom
- John Neville como Sr. Andrews
- Robin Baber como a senhora obesa
- Dawn Maxey como a funcionária do loja de departamentos
- Anna Thomson como Sra. McCray

## Recepção

### Desempenho comercial
O filme estreou acumulando US$ 4.044.662 no início de julho de 1994. Em seu final de circuito nos cinemas, Baby's Day Out lucrou US$ 16.827.402 nas bilheterias domésticas, um retorno decepcionante considerando o orçamento de produção de US$ 48 milhões para o filme. O longa ficou em 83º lugar na lista de maiores bilheterias internas de 1994.

### Resposta da crítica
Baby's Day Out foi mal recebido pelos críticos de cinema. No Rotten Tomatoes, o filme tem uma taxa de aprovação de 20%, sendo classificado como "podre", com base em quinze avaliações, obtendo uma classificação média de 3,89/10.
No programa de TV estadunidense Siskel & Ebert, o crítico Roger Ebert disse que "Baby's Day Out contém piadas que podem ter funcionado com Baby Herman (numa referência ao filme Who Framed Roger Rabbit), mas em ação ao vivo com pessoas reais, táxis, ônibus, ruas e um bebê de verdade, elas fracassam"; no entanto, Ebert elogiou a "atuação" dos gêmeos Worton como o bebê Bink. Ele deu ao filme uma estrela e meia em quatro em sua resenha. Seu parceiro do programa, Gene Siskel, no entanto, aprovou o filme justificando que as crianças poderiam apreciar seu humor.
Hal Hinson, escrevendo para o jornal Washington Post, escreveu: "O ritmo é rápido e eficiente, mas nunca é frenético... Quase tudo no filme é perfeito, incluindo os bandidos que sequestram a 'criança super-heroína' e acabam machucados, implorando hilariamente por misericórdia. O melhor de tudo, porém, é o próprio bebê Bink, cujo rosto minúsculo é tão expressivo que ele traz um novo significado à frase 'conquistando com sorrisos'".

## Popularidade na Índia eremakes
O filme se tornou bastante popular na Índia, sendo exibido no maior cinema de Calcutá por mais de um ano. Relembrando uma viagem a Calcutá, Roger Ebert disse: "Perguntei se Guerra nas Estrelas tinha sido o filme americano de maior sucesso por lá. Não, me disseram, era Baby's Day Out".
O sucesso do filme por lá foi tanto que foram feitos dois remakes no país: o primeiro feito em 1995 chamado Sisindri e o segundo lançado em 1999 intitulado James Bond.